# Transfobija
Transfobija obuhvaća niz negativnih stavova, osjećaja ili postupaka prema transrodnim osobama ili transrodnosti općenito, a može uključivati strah, odbojnost, mržnju, nasilje, ili bijes izražen prema takvim osobama. Aktivisti i teoretičari LGBTIQ+ pokreta smatraju je aspektom homofobije. Prema pokretu društvene pravde (social justice), transfobija je vrsta predrasuda i diskriminacije te se transrodnim osobama često pripisuje izloženost većemu broju predrasuda odjednom (seksizmu, homofobiji itd.).

## Etimologija i uporaba
Riječ transfobija je klasični spoj izrađen po uzoru na pojam homofobija. Prva komponenta je neoklasični prefiks trans- (izvorno znači "preko, na udaljenoj strani, izvan") od transrodnosti, a druga komponenta, fobija, dolazi od grčkog phóbos, „strah”. Zajedno s lezbofobijom, bifobijom i homofobijom, transfobija je član obitelji izraza koji se koriste kada je predrasuda i diskriminacija usmjerena prema LGBT osobama. 
Transfobija nije fobija kako je definirana u kliničkoj psihologiji (tj. anskiozni poremećaj). Njegovo značenje i upotreba paralelni su s ksenofobijom. Imenica transfob označava nekoga tko gaji transfobiju. Pridjevski oblik transfobičan može se koristiti za opisivanje transfobije ili njihovih postupaka. Riječ transfobija dodana je u Oxfordski engleski rječnik 2013.

## Podrijetlo
Transfeministička teoretičarka i autorica Julia Serano u svojoj knjizi Bičevateljica tvrdi da „transfobija vuče korijene iz seksizma” te smješta podrijetlo transfobije i homofobije u ono što ona naziva „opozicijski seksizam”, uvjerenje da su muškarac i žena "krute, međusobno isključive kategorije, te da svaka posjeduje jedinstveni i nepreklapajući niz atributa, sklonosti, sposobnosti i želja". Serano suprotstavlja opozicijski seksizam "tradicionalnom seksizmu", uvjerenju da su muškarci i muškost superiorniji od žena i ženstvenosti. Nadalje piše da je transfobija potaknuta nesigurnostima koje ljudi imaju u vezi s rodom i rodnim normama.
Drugi autori za transrodna prava tvrde da je značajan dio opozicijskog seksističkog podrijetla transfobije, a posebno oblika koji potiču na nasilje nad transrodnim osobama, povezan sa psihološkim tvrdnjama o razlici između muške i ženske seksualnosti u mehanizmima zaštite mozga od počinjenja seksualnih zločina.
Autorica Jody Norton vjeruje da je transfobija produžetak homofobije i mizoginije. Tvrdi da su transrodne osobe, poput homoseksualaca i lezbijki, omražene i plaše se zbog osporavanja i podrivanja rodnih uloga i rodne binarnosti. Norton piše da "muško-u-žensko transrodni prijelaz potiče transfobiju kroz njezin implicitni izazov binarnoj podjeli spola o kojoj ovisi muška i kulturna hegemonija".

## Povezani koncepti
Povezani koncept cisseksizma (također nazvan cisgenderizam, cisnormativnost ili cisseksualna pretpostavka, povremeno se koristi sinonimno s transfobijom ) je pozivanje na norme koje provode rodni binarni i rodni esencijalizam, što rezultira potiskivanjem rodnih varijanti, ne-binarnih i transrodnih identiteta. Cisgenderizam se odnosi na pretpostavku da se zbog ljudske spolne diferencijacije nečiji spol određuje isključivo biološkim spolom muškarca ili žene (na temelju pretpostavke da svi ljudi moraju imati XX ili XY spolno-kromosomski par ili, u slučaj cisgenderizma, bivalentni muški ili ženski izraz), i da su trans osobe inferiorne u odnosu na cisgender osobe jer su u "prkosu prirodi". Cisgender privilegija je "skup nezarađenih prednosti koje pojedinci koji se identificiraju sa svojim biološkim spolom stječu isključivo zbog posjedovanja cisgender identiteta".
Uznemiravanje i nasilje usmjereno prema transrodnim osobama često se naziva Trans udaranje (trans bashing), a može biti fizičko, seksualno ili verbalno. Dok je gay bashing usmjereno protiv stvarne ili percepcije seksualne orijentacije cilja, trans bashing je usmjereno protiv stvarnog ili perceptivnog izraženog rodnog identiteta cilja. Pojam se također primijenio na govor mržnje usmjeren na transrodne osobe i na prikaze transrodnih osoba u medijima koji pojačavaju negativne stereotipe o njima. Značajne žrtve nasilnih zločina motiviranih transfobijom uključuju Brandon Teena, Gwen Araujo, Angie Zapata, Nizah Morris i Lauren Harries.
Transpresuda je pojam sličan transfobiji, a odnosi se na negativno vrednovanje, stereotipizaciju i diskriminacijski tretman pojedinaca čiji izgled ili identitet nisu u skladu s trenutnim društvenim očekivanjima ili uobičajenim shvaćanjima roda.

## Manifestacije
Transrodne osobe često su isključene iz prava ili privilegija rezerviranih za osobe čiji spolni identitet dijele, ali čiji spol nemaju. Na primjer, vrlo je često da se transrodne žene zaustavljaju ili ispituju kada koriste javne kupaonice namijenjene ženama. Skloništa za beskućnike, bolnice i zatvori odbili su trans ženama pristup u ženska područja i prisilili ih da spavaju i kupaju se u prisustvu muškaraca. Transrodnim osobama također se može dogoditi da ih odbiju uslužiti u restoranima.

### Uznemiravanje i nasilje
Transrodne osobe imaju povećani rizik od doživljavanja agresije i nasilja tijekom svog života u usporedbi s cis (ne-transrodnim) osobama. To je pogotovo slučaj što se tiče seksualnog nasilja. Agresija i nasilje nad transrodnim osobama vrši se fizičkim nasiljem ili tjelesnim ozljeđivanjem, seksualnim nasiljem ili napadima te verbalnim ili emocionalnim zlostavljanjem. Agresija i nasilje također mogu uključivati viktimizaciju, maltretiranje, uznemiravanje i više oblika stigme poput diskriminacije. Zlostavljanje nad transrodnim osobama može doći iz mnogih različitih izvora, uključujući obitelj, prijatelje, partnere, susjede, suradnike, poznanike, strance i policiju. Ovi oblici agresije i nasilja koji se provode nad transrodnim osobama mogu se pojaviti u svakoj razvojnoj fazi života. Štoviše, ta će se ili više vrsta zlostavljanja vjerojatno događati tijekom života transrodne osobe.
Kako su homofobija i transfobija u korelaciji, mnogi trans ljudi doživljavaju homofobiju i heteroseksizam; to je zbog ljudi koji rodni identitet trans osoba povezuju s homoseksualnošću ili zato što trans osobe također mogu imati seksualnu orijentaciju koja nije heteroseksualna. Autor Thomas Spijkerboe izjavio je, "Transrodne osobe podvrgnute nasilju, u nizu kulturnih konteksta, često izvještavaju da se transfobično nasilje izražava u homofobnim terminima." Napadi na nekoga temeljem percepcije njegovog rodnog identiteta, a ne zbog percepcije njihove seksualne orijentacije, poznati su kao trans bashing ili gay bashing.
Prema Američkom psihološkom društvu, transrodna djeca češće od ostale djece doživljavaju uznemiravanje i nasilje u školi, udomiteljstvu, centrima za rezidencijalno liječenje, centrima za beskućnike i maloljetničkom pravosuđu. Istraživači su ustvrdili da trans-mladi rutinski doživljavaju izrugivanje, zadirkivanje i maltretiranje u školi, te da gotovo svi trans-mladi kažu da su bili verbalno ili fizički uznemiravani u školi, posebno tijekom nastave tjelesnog odgoja, na školskim priredbama ili kada su koristili toalete za jedan spol. Tri četvrtine izvješćuju da su se osjećali nesigurno.
Kao odrasle osobe, transrodne osobe često su izložene izrugivanju, zurenju, ruganju i prijetnjama nasiljem, čak i kad samo šetaju ulicom ili ulaze u trgovinu. Američko istraživanje među 402 starije, zaposlene transrodne osobe s visokim prihodima pokazalo je da je 60% prijavilo nasilje ili uznemiravanje zbog svog rodnog identiteta. 56% je maltretirano ili verbalno zlostavljano, 30% je napadnuto, 17% im je bačeno predmeta, 14% je opljačkano, a 8% je doživjelo neopravdano uhićenje.
Istraživanje 81 transrodne osobe u Philadelphiji pokazalo je kako se 30% izjavilo da se osjećaju nesigurno u javnosti jer su transrodni, a 19% se osjeća neugodno iz istog razloga. Na pitanje jesu li ikad bili prisiljeni na spolni odnos, doživjeli nasilje u svom domu ili su bili fizički zlostavljani, većina je na svako pitanje odgovorila potvrdno.

### Seksualno nasilje
Pregled američkih studija o seksualnom nasilju prema transrodnim osobama pokazao je da je ono "šokantno uobičajeno" i premda se prijavljene stope znatno razlikuju među studijama iz metodoloških i drugih razloga, najčešće pokazuju da je oko 50% transrodnih osoba seksualno napadnuto. Godine 2009. istraživačica Rebecca L. Stotzer objavila je članak u znanstvenom časopisu Aggression and Violent Behavior koji je prikupio informacije iz brojnih studija koje prijavljuju nasilje nad transrodnim osobama. U članku je Stotzer primijetio da transrodne osobe imaju velik rizik od seksualnog nasilja tijekom svog života.

### Fizičko nasilje
Na počinitelje fizičkog nasilja nad transrodnim osobama su utjecali negativni stavovi prema transrodnim osobama, od kojih mnogi svoj napad ne prijavljuju policiji. Kad se transrodne osobe ubiju, često se u njih puca, udara ih se ili izbode nožem.

### Pripisivanje pogrešnog roda
Pripisivanje pogrešnog roda je čin označavanja drugih rodom koji se ne podudara s njihovim rodnim identitetom. Pripisivanje pogrešnog roda može biti namjerno ili slučajno; uobičajeni primjer pogrešnog predstavljanja je osoba koja pogrešnim zamjenicama opisuje nekoga, naziva osobu "gospođom" ili "gospodinom" u suprotnosti s rodnim identitetom te osobe, koristeći se prethodnim imenom, koje je osoba koristila prije mijenjanja roda, umjesto trenutnog imena (staro ime se naziva i "mrtvo ime"), ili inzistiranje na tome da se osoba mora pridržavati uloga ili normi dodijeljenih svom spolu dodijeljenih pri rođenju od onih koji se poklapaju s njihovim rodnim identitetom; na primjer, korištenje kupaonice namijenjene muškarcima iako se osoba identificira kao žensko.
Iskustvo pripisivanja pogrešnog roda uobičajeno je za sve transrodne ljude prije tranzicije, a i za mnoge poslije. Liječnici, policija, mediji i vršnjaci redovito zlostavljaju transrodne ljude, iskustva koja su opisana kao "zastrašujuća", ranjavajuća, okrutna i "samo nam otežavaju život". Studija iz 2018. godine o 129 transrodnih i drugih rodno ekspanzivnih mladih, objavljena u časopisu Journal of Adolescent Health, otkrila je da je "za svaki dodatni društveni kontekst u kojem se koristi odabrano ime mladeži došlo do statistički značajnog smanjenja simptoma depresije, samoubilačke ideje i samoubilačka ponašanja." Namjerno pripisivanje pogrešnog roda transrodnim osobama te osobe smatraju krajnje uvredljivim.

## Transfobija u društvu

### Transrodne osobe kao korisnici zdravstvene zaštite
Istraživanje 81 transrodne osobe u Philadelphiji pokazalo je da je 14% reklo da im je odbijena rutinska medicinska skrb jer su transrodni. Njih 18% odgovorilo je "da" na pitanje je li im, kad su išli na pregled, "transrodnost stvorila problem".
Transrodne osobe uvelike ovise o medicinskoj profesiji kako bi primale ne samo nadomjesnu hormonsku terapiju, već i vitalnu skrb. U jednom je slučaju Robert Eads umro od raka jajnika nakon što mu je više od dvadeset liječnika odbilo liječenje. U istraživanju Nacionalnog centra za transrodnu ravnopravnost sa sjedištem u Sjedinjenim Državama iz 2011. godine, 19% je odbijeno medicinsku njegu zbog svog transrodnog ili neskladnog spola pokazuje da odbijanje liječenja zbog transfobije nije rijetkost. Još jedan primjer za to je slučaj Tyre Hunter. Tyra Hunter je sudjelovala u automobilskoj nesreći, a kad su spasitelji iz hitne pomoći otkrili da je transrodna, povukli su se i prestali pružati liječenje. Kasnije je umrla u bolnici.
U mnogim europskim zemljama zakoni zahtijevaju da svaka transrodna osoba koja želi promijeniti svoj pravni spol mora prvo biti sterilizirana. Švedska je svoj zakon ukinula u prosincu 2012 a Europski sud za ljudska prava poništio je takve zakone 2017.

### Na radnom mjestu
Transfobija se očituje i na radnom mjestu. Neki transrodni ljudi ostaju bez posla kad započnu tranziciju. Studija sa Sveučilišta Willamette pokazala je da transrodna osoba koja je otpuštena zbog toga što je išla na proceduru mijenjanja spola rijetko dobiva posao natrag putem saveznih ili državnih zakona.
Vijesti iz San Francisco Chronicle i Associated Pressa navode studiju Odjela za javno zdravstvo San Francisca iz 1999. godine kojom je utvrđena stopa nezaposlenosti od 70% među gradskom transrodnom populacijom. Dana 18. veljače 1999., Odjel za javno zdravstvo u San Franciscu objavio je rezultate istraživanja iz 1997. godine, na 392 trans žene i 123 trans muškarca, koji su utvrdili da je 40% anketiranih trans žena zarađivalo novac punim ili nepunim zaposlenjem tijekom prethodnih šest mjeseci. Za trans muškarce, odgovarajuća statistika bila je 81%. Istraživanje je također otkrilo da je 46% trans žena i 57% trans muškaraca prijavilo diskriminaciju pri zapošljavanju.
Američko istraživanje iz 2002. pokazalo je da je među odgojiteljima 10–20% vjerojatnije da će doživjeti uznemiravanje na radnom mjestu od svojih gay i lezbijskih kolega.
U procesu zapošljavanja diskriminacija može biti ili otvorena ili prikrivena, s tim da poslodavci pronalaze druge navodne razloge da ne angažiraju kandidata ili jednostavno uopće ne informiraju buduće zaposlenike zašto ih ne zapošljavaju. Osim toga, kada poslodavac daje otkaz ili na drugi način diskriminira zaposlenika transrodne, to može biti slučaj "mješovitog motiva", gdje poslodavac otvoreno navodi očigledne pogreške uposlenika ili slično (kao što su prekomjerna kašnjenja, na primjer), a ne spominje transfobiju koja je stvari motiv.
Diskriminacija pri zapošljavanju na temelju rodnog identiteta i izražavanja ilegalna je u Sjedinjenim Državama. Takva diskriminacija zabranjena je posebnim zakonima u državi New Jersey, a mogla bi biti i u drugim državama (kao što je u državama Kalifornija, Illinois, Maine, Minnesota, Novi Meksiko i Washington) ili gradskim uredbama; dodatno je obuhvaćen sudskom praksom u nekim drugim državama. (Na primjer, Massachusetts je obuhvaćen slučajevima kao što su Lie vs. Sky Publishing Co. i Jette vs. Honey Farms.) Nekoliko drugih država i gradova zabranjuje takvu diskriminaciju u javnom zapošljavanju. Švedska i Ujedinjeno Kraljevstvo također su donijele zakone protiv diskriminacije pri zapošljavanju na temelju rodnog identiteta. Međutim, ponekad poslodavci diskriminiraju transrodne zaposlenike usprkos takvoj zakonskoj zaštiti.
Kao primjer poznatog sudskog postupka vezanog za zapošljavanje nepovoljnog za transrodne ljude, 2000. godine južnoamerički lanac prehrambenih proizvoda Winn-Dixie otpustio je dugogodišnjeg zaposlenika Petera Oilera, unatoč povijesti višestrukog zarađivanja povišica i unapređenja, nakon što je uprava saznala da oženjeni, heteroseksualni vozač kamiona povremeno se presvlačio u ženu van posla. Uprava je tvrdila da je to naškodilo korporativnom imidžu Winn-Dixie. Američka unija građanskih sloboda pokrenula je tužbu protiv Winn-Dixie u ime Oilera, ali ju je sudac odbacio.
Ponekad se transrodne osobe koje se suočavaju s diskriminacijom u zapošljavanju okreću seksualnom radu kako bi preživjele, izlažući ih dodatnom riziku od takvih stvari kao što su sukob sa zakonom, uključujući uhićenje i kazneni progon; podnošenje nasilja na radnom mjestu; i moguće zaraze spolno prenosivim bolestima poput HIV-a.
Transrodna zajednica suočena je s velikom količinom diskriminacije pri zapošljavanju zbog svog rodnog identiteta, a vrlo je malo zakona koji štite radna prava ove zajednice. To rezultira ograničenim mogućnostima karijere za pripadnike transrodne zajednice, čineći ih ekonomski ranjivima. Studija koju su proveli Anneliese Singh i Vel McKleroy na transrodnim obojenim ljudima otkrila je da su poteškoće u pronalaženju posla ili gubitku posla zbog transfobije na radnom mjestu rezultirale nekim transrodnim osobama koje su živjele u kvartovima s velikom stopom kriminala i umiješale se u nasilne veze. Nedostatak zaposlenja također je rezultirao time da se transrodna zajednica pribegava ilegalnim aktivnostima poput prodaje droge ili seksualnog rada radi dohotka.

### U obrazovanju
Unutar školskog sustava mnogi su transrodni tinejdžeri maltretirani i zlostavljani, što ima negativne učinke kako na žrtve, tako i na školsku populaciju općenito. "Transrodna mladež često izvještava o strahu i tjeskobi zbog korištenja toaleta i svlačionica u školi, jer su prilikom korištenja doživljavali uznemiravanje od strane vršnjaka i odraslih" Preko 80% transrodnih tinejdžera izvještava da se osjećaju nesigurno u školskom okruženju, više od 40% izvještava da je fizički zlostavljano, a više od 65% izvještava o maltretiranju na mreži ili putem društvenih mreža.
Istraživanje provedeno na kanadskim srednjoškolcima između prosinca 2007. i lipnja 2009. ilustriralo je kako se LGBTQ učenici osjećaju nesigurno u školi te su izloženi vrijeđanju i diskriminaciji od strane svojih vršnjaka, a ponekad čak i od svojih nastavnika. Čak se i heteroseksualni učenici i učitelji plaše napada transfobije zbog podrške ili stvaranja transrodnog prijatelja ili obitelji. Većina administratora i nastavnika nisu svjesni razmjera štete koja je nanesena transrodnim učenicima zbog podcjenjivanja težine transfobije u njihovim školama.

### U religiji

#### U kršćanstvu
U Sjevernoj Americi organizacije povezane s kršćanskom desnicom, uključujući Američko obiteljsko udruženje, Vijeće za obiteljska istraživanja, Fokus na obitelj, Nacionalno udruženje za istraživanje i terapiju homoseksualnosti, smatraju da je "transrodnost " neprirodna i da transrodni ljudi jesu i ostaju u njihovom spolu s kojim su se rodili. Te se organizacije protive zakonima i politikama namijenjenim smještaju transrodnih osoba, poput dopuštanja da promijene svoj pravni spol, koriste toalet koji odgovara spolu s kojim se identificiraju ili postaju svećenici. Njihov je stav da je Bog stvorio tijela ljudi onakvima kakvi trebaju biti, da bi prihvaćanje transrodnih osoba kršilo Sveto pismo i prirodni zakon, a Biblija se odnosi na muško i žensko.
Prema internetskoj stranici Ontario Consultants for Religious Tolerance, pod papom Ivanom Pavlom II., Sveta Stolica prvi se put suprotstavila operaciji promjene spola 2000. godine, iako je objavljena tek 2003.
Transrodne osobe suočene su s posebnim izazovima u pokušaju integriranja svoje vjere u svoj rodni identitet. Jedan autor kaže da se "očekivanja [na temelju spola] obično temelje na našim genitalijama i započinju od trenutka rođenja, nastavljajući se tijekom našeg života." Mnoge kršćanske denominacije koriste biblijske predodžbe o spolu i rodnim ulogama kako bi podržale svoje stavove. Tu spadaju "Dakle, Bog je stvorio čovjeka na svoju sliku, na sliku Božju stvorio ga je; stvorio ih je muško i žensko" (Postanak 1,27) i "Žena neće nositi ono što se odnosi na muškarca, niti će muškarac je odjenuo žensku odjeću: jer svi koji to čine gnusni su Gospodinu, Bogu svome “(Ponovljeni zakon 22: 5).
Stavovi o rodnom identitetu utemeljeni na kršćanskoj vjeri ne podudaraju se uvijek s ideologijama transrodnih pojedinaca. Međutim, ako se ne udovolje tim očekivanjima, mogu se suočiti s odbijanjem. Mnogi transrodni kršćani traže "individualizirani odnos s Bogom", često se suočavajući s "razdobljem poricanja i borbe", kao i depresijom, nepovezanošću, nezadovoljstvom i duhovnim poteškoćama prije "otkrivanja osjećaja sebe koji se osjeća cjelovitim i istinitim" Međutim, nakon otkrivanja svog rodnog identiteta, mnogi se transrodni pojedinci i dalje suočavaju s crkvenim barijerama kao što su: "strah i nepoznavanje zajednice, jezični problemi, fizički raspored koji razdvaja ljude prema spolu, programi koji isključuju ili odvajaju prema spolu, patologiziranje ili određivanje trans-pitanja kao grešno i otvoreno neprijateljstvo".

#### U islamu
Islamska vjera obično podržava heteronormativnu, binarnu rodnu identifikaciju. Ova podrška pojačana je kulturnim normama muslimana i njihovim tradicionalnim čitanjem svetih tekstova koji zabranjuju širok raspon identiteta.
Godine 1988. stručnjaci s egipatskog Al-Azhara, najstarijeg islamskog sveučilišta na svijetu, operaciju promjene spola proglasili su prihvatljivom prema islamskom zakonu. U Iranu je tijekom 1987. godine ajatolah Homeini, vrhovni vjerski vođa Islamske Republike Iran u to vrijeme, također proglasio transrodne kirurške operacije prihvatljivim (vidi prava transrodnih osoba u Iranu). Temelj za ovaj prihvaćajući stav je uvjerenje da je osoba rođena transrodna osoba, ali se odlučuje biti homoseksualna, čineći homoseksualnost grijehom. Unatoč tome, transrodne osobe unutar muslimanske zajednice i dalje se suočavaju s određenim izazovima.
Neke su zajednice obožavanja tolerantnije - Muslimani za progresivne vrijednosti osnovali su Džamije jedinstva u Atlanti u državi Georgia; Columbus, Ohio; i Los Angelesu u Kaliforniji. Muslimanski savez za seksualnu i rodnu raznolikost domaćin je godišnjih vježbi za LGBTQ+ muslimane u Pennsylvaniji svakog svibnja.

## Poveznice
- Bifobija
- Heterofobija
- Homofobija
- Transrodnost